# كمبوديا في ظل نظام الخمير الحمر

علم كمبوتشيا الديمقراطية.

يشير عصر الخمير الحمر (1975–1979، بالخميرية: ការគ្រប់គ្រងរបស់ខ្មែរក្រហមនៅកម្ពុជា، وتعني حرفيًا «نظام الإبادة الجماعية») إلى الفترة التي سيطر فيها حزب كمبوتشيا الشيوعي (الخمير الحمر) على كمبوديا بقيادة بول بوت، ونون تشيا، ولينغ ساري، وسون سين، وخيو سامبان الذين أعادوا تسمية كمبوديا لتصبح كمبوتشيا الديمقراطية.
لقى أناس يتراوح عددهم من 1.671 إلى 1.871 مليون حتفهم خلال فترة حكم الخمير الحمر التي دامت أربع سنوات، وذلك نتيجة الإعدامات السياسية، وانتشار الأمراض والمجاعات، والعمل القسري. ونظرًا لهذا العدد الضخم من الضحايا، يُشار إلى الوفيات التي وقعت في ظل نظام الخمير الحمر بالإبادة الجماعية الكمبودية. استولى الخمير الحمر على الحكم في أعقاب الحرب الأهلية الكمبودية، وأُطيح بهم عقب غزو فيتنام لكمبوديا في الحرب الكمبودية الفيتنامية. ظلت معظم أجزاء كمبوديا خاضعة للاحتلال الفيتنامي لمدة تزيد عن العقد.

## السياسة
شغل بول بوت وأعوانه معظم المناصب الهامة في حزب كمبوتشيا الشيوعي والهياكل القيادية في الدولة بحلول 17 أبريل 1975 عندما انتصر الخمير الحمر في الحرب الأهلية. كان بول البوت الأمين العام للحزب منذ فبراير 1963، وكان شركائه يديرون المكتب السياسي للحزب، ويشغلون أغلبية المقاعد في اللجنة المركزية.
تزعزع الحزب في السبعينيات، خاصةً في النصف الثاني من العقد، بسبب النزاعات الداخلية بين الفصائل المختلفة التي شملت محاولات مسلحة للإطاحة ببول بوت. استجاب الحزب لتلك النزاعات بإجراءات عقابية أدت إلى قتل الآلاف من الناس في عامي 1977 و1978، من بينهم أهم قيادات الحزب الشيوعي.

## الإرهاب

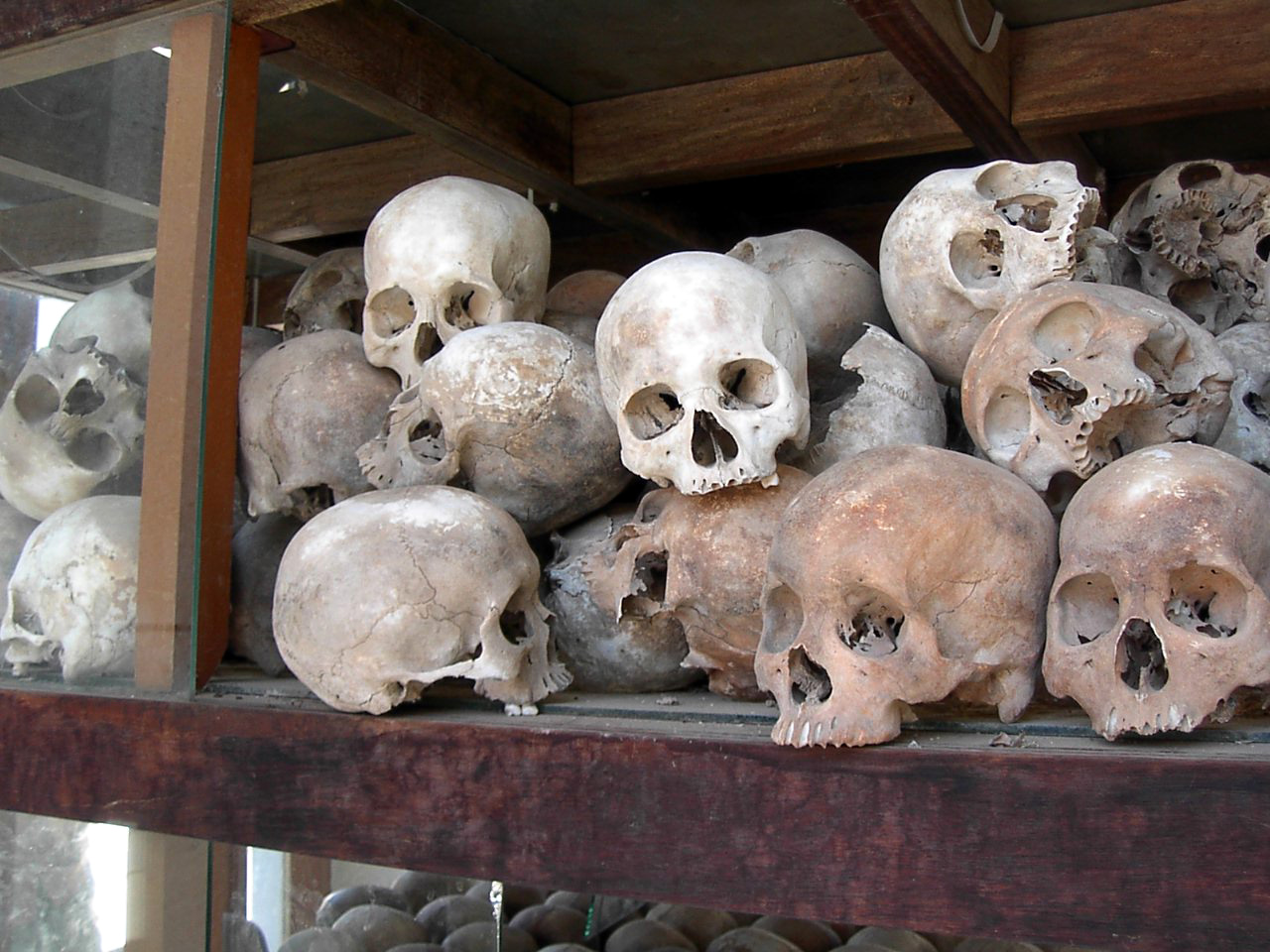
جماجم لضحايا لقوا حتفهم على يد نظام الخمير الحمر

أسس الخمير الحمر جهازًا أمنيًا يُدعى «سانتيبال» كجزء من بنيتهم المؤسسية قبل استيلائهم على الحكم في 17 أبريل 1975 بمدة طويلة. كان سون سين، الذي تولى منصب نائب وزير دفاع كمبوتشيا الديمقراطية لاحقًا، مسؤولًا عن السانتيبال، واستعان بنفوذه لتعيين كانغ كاك إيو (المعروف باسم الرفيق دويك) مديرًا لجهازه الأمني. وعندما استولى الخمير الحمر على السلطة في عام 1975، قام الرفيق دويك بنقل مقر السانتيبال إلى بنوم بنه، وكان سون سين مشرفًا على عمله مباشرةً. استعان الخمير الحمر في ذلك الوقت بكنيسة صغيرة في العاصمة لحبس سجناء النظام الذين لم يتجاوز عددهم 200 سجين. وفي مايو 1976 نقل دويك مقر الجهاز الأمني لموقعه النهائي، وهو عبارة عن مدرسة ثانوية كانت تُعرف سابقًا باسم تول سلينغ، وكانت تسع 1,500 سجين.
عكفت حكومة الخمير الحمر على اعتقال وتعذيب وإعدام أي شخص مشبوه في انتماءه لأي طائفة من «الأعداء» على حد زعمهم، ومن بين تلك الطوائف المستهدفة:
- أي شخص له أي صلة بالحكومة السابقة أو أي حكومة أجنبية.
- أصحاب المهن والحرف والمثقفين – في الواقع كانت تلك الطائفة تشمل الأفراد المتعلمين، وأولئك الذين يفقهون اللغات الأجنبية، وحتى أولئك الذين كانوا في حاجة إلى نظارات الإبصار.[2] ورغم ذلك كان بول بوت نفسه تلميذًا جامعيًا قبل أن يتسرب من الجامعة، وكان يتحدث الفرنسية بطلاقة ويعشق الأدب الفرنسي. أُعدم العديد من الفنانين، وعازفي الموسيقى، والكتاب، وصانعي الأفلام. حظي بعض أولئك ببعض الشهرة بعد موتهم مثل روس سيري سوثيا وبن ران وسين سيثاماوث، وما تزال شهرتهم قائمة في أوساط الكمبوديين في الوقت الحالي.
- الفيتناميين والصينيين والتايلانديين وعدة أقليات أخرى في المرتفعات الشرقية؛ فضلًا عن الكمبوديين المسيحيين (معظمهم من الكاثوليك أو ينتمون للكنيسة الكاثوليكية) والمسلمين والكهنة البوذيين.
- «مخربي الاقتصاد»: تشمل تلك الطائفة العديد من سكان الحضر (ممن لم يموتوا من الجوع) الذين حكم عليهم الخمير الحمر بالإعدام نظرًا لعدم قدرتهم على الزراعة.

تزعزع الحزب في السبعينيات، خاصةً في النصف الثاني من العقد، بسبب النزاعات الداخلية بين الفصائل المختلفة. حاول المعارضون المسلحون الإطاحة ببول بوت أكثر من مرة. وصلت الإبادات الجماعية إلى ذروتها في عامي 1977 و1978 عندما أُعدم الآلاف من الناس من بينهم كبار قادة الحزب الشيوعي.
تُعرض أساليب التعذيب الذي استعان بها الخمير الحمر حاليًا في متحف تول سلينغ. يقع المتحف في نفس مكان المدرسة الثانوية التي اتخذها الخمير الحمر معسكر اعتقال تحت إشراف كانغ كيك إيو المعروف بالرفيق دويك.
صُمم نظام التعذيب في تول سلينغ لجعل المعتقلين يعترفون بجميع التهم المُوجهة إليهم بغض النظر عن صحتها. في بداية الاعترافات، طُلب من المعتقلين أن يصفوا ماضيهم وأصولهم، وإن كانوا من أعضاء الحزب فعليهم أن يفصحوا عن وقت انضمامهم للثورة وأن يذكروا المهام التي كُلفوا بها داخل الخمير الحمر. وبعدها أُرغم المعتقلون على الإفصاح عن أعمال الخيانة المزعومة التي شاركوا فيها بالترتيب الزمني. وفي الجزء الثالث من الاستجوابات اعترف المعتقلون بمؤامراتهم الفاشلة والمحادثات الخائنة التي كانوا طرفًا فيها. وفي النهاية أفصح المعتقلون عن قائمة من الأسماء تتضمن أصدقاء المعتقلين وزملائهم ومعارفهم. شملت بعض القوائم أكثر من مائة اسم. وفي أغلب الأحيان كان الخمير الحمر يستدعون الأشخاص المذكورين في تلك القوائم للاستجواب. وفي العادة كانت نصوص اعترافات المعتقلين تصل إلى آلاف الكلمات التي يخلط فيها المسجون بعض الأحداث الحقيقية بحكايات زائفة من نسج خياله عن الأنشطة الجاسوسية التي قام بها لصالح الاستخبارات الأمريكية أو الروسية أو الفيتنامية.
اُعتقل ما يقرب من 17,000 فرد في مركز تول سلينغ (الذي كان يُدعى أيضًا S-21) ومكثوا فيه قبل أن يتم ترحيلهم لمواقع معينة خارج بنوم بنه كانت تُعرف بحقول الإعدام، ومن بينها شونغ إك الذي أُعدم فيه عدد كبير من الناس (بالفؤوس عوضًا عن الأسلحة النارية لإدخار الذخيرة) ودُفنوا في مقابر جماعية. نجا 12 شخصًا فقط من بين الآلاف الذين دخلوا إلى تول سلينغ.

## أعداد الضحايا
تمكنت الأبحاث الحديثة من تحديد مواقع 20,000 مقابر جماعية تُعود إلى عصر الخمير الحمر في كمبوديا. أفصحت نتائج تحليل المقابر عن وجود بقايا 1,386,734 ضحية إعدام. بينما تظهر نتائج إحدى الدراسات السكانية المفصلة أن عدد الوفيات في كمبوديا في الفترة 1975–1979 يتراوح من 1.671 إلى 1.871 مليون فرد، أو 21 إلى 24 بالمائة من عدد سكان كمبوديا في عام 1975. مات 300,000 مواطن كمبودي آخر من الجوع في عامي 1979 و1980 نتيجة الآثار اللاحقة لسياسات الخمير الحمر في كمبوديا.

## الملاحقات الدينية
ضمنت المادة 20 من دستور كمبوتشيا الديمقراطية حرية الاعتقاد، ولكنها نصت أيضًا على أن «اتباع الأديان الرجعية التي تضر بدولة كمبوتشيا الديمقراطية أو بالشعب الكمبودي ممنوع منعًا باتًا». يتبع 85 بالمائة من السكان مذهب تيرافادا البوذي. وصف الخمير الحمر الرهبان البوذيين (الذين تراوحت أعدادهم بين 40 إلى 60 ألف راهب) بالطفيليات الاجتماعية، وجردوهم من رهبانيتهم وأجبروهم على العمل في فرق العمل القسري.
أٌعدم العديد من الرهبان البوذيين، ودُمرت العديد من المعابد والباغودات أو حُولت إلى مستودعات أو سجون. شُوهت جميع صور بوذا وأُلقي بها في الأنهار والبحيرات. قُتل العديد من الناس الذين أمسك بهم الخمير الحمر وهم يصلون أو يعبرون عن مشاعرهم الدينية. كذلك تعرض المسلمون والمسيحيون لقدر أكبر من الاضطهاد باعتبارهم جزءًا من الأوساط المناصرة للعولمة والمؤيدة للغرب التي تعمل على عرقلة الثقافة الكمبودية والمجتمع الكمبودي.
هُدمت الكاتدرائية الرومانية الكاثوليكية في بنوم بنه تمامًا وسُويت بالأرض. وأُجبر الخمير الحمر المسلمين على أكل لحم الخنزير، وقتلوا العديد ممن رفضوا ذلك. أُعدم العديد من رجال الكنيسة وأئمة المساجد. دمر الخمير الحمر 30 مسجدًا يرتاده التشام.